# Brahmaputra

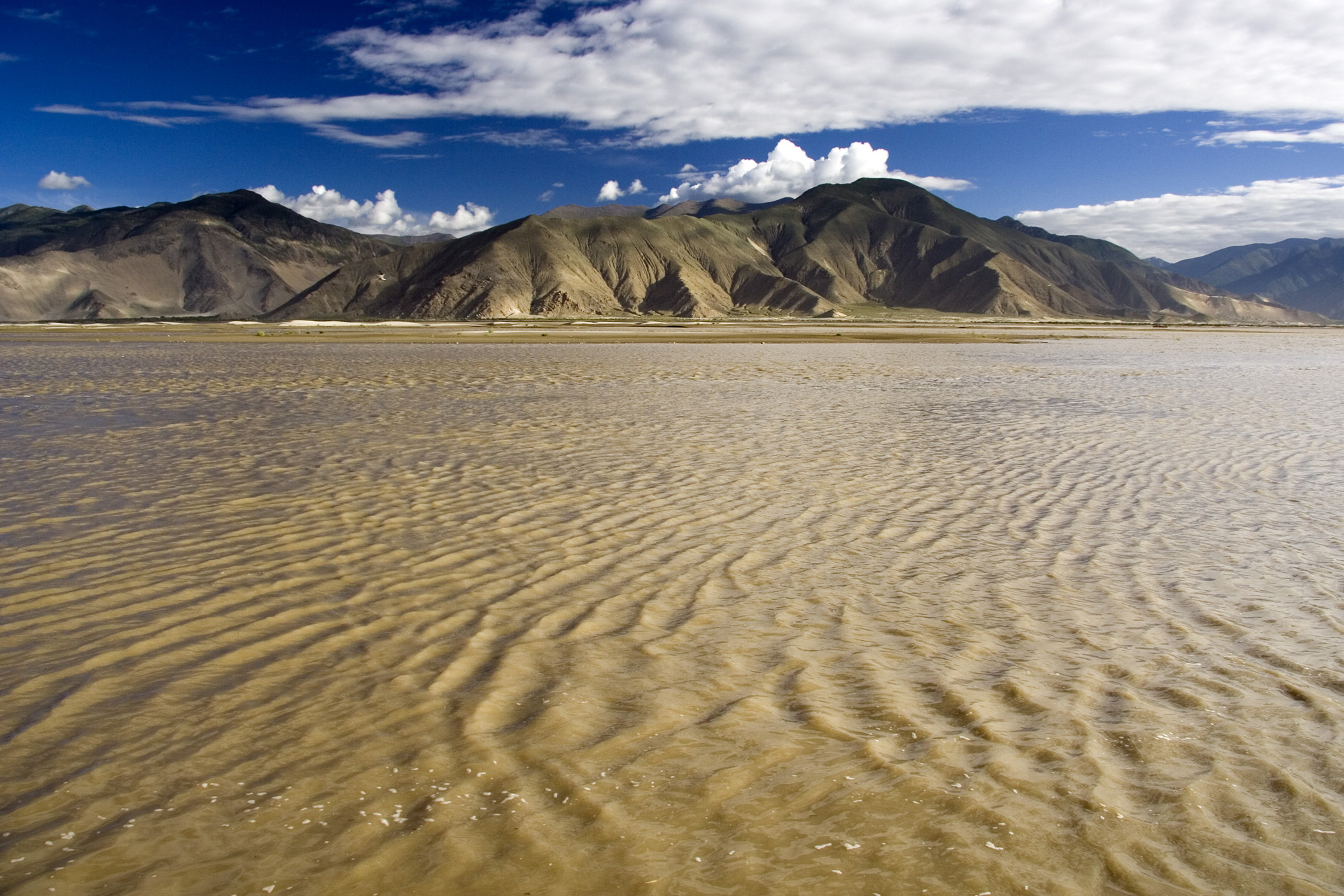
Sông Yarlung Tsangpo ở Tây Tạng.

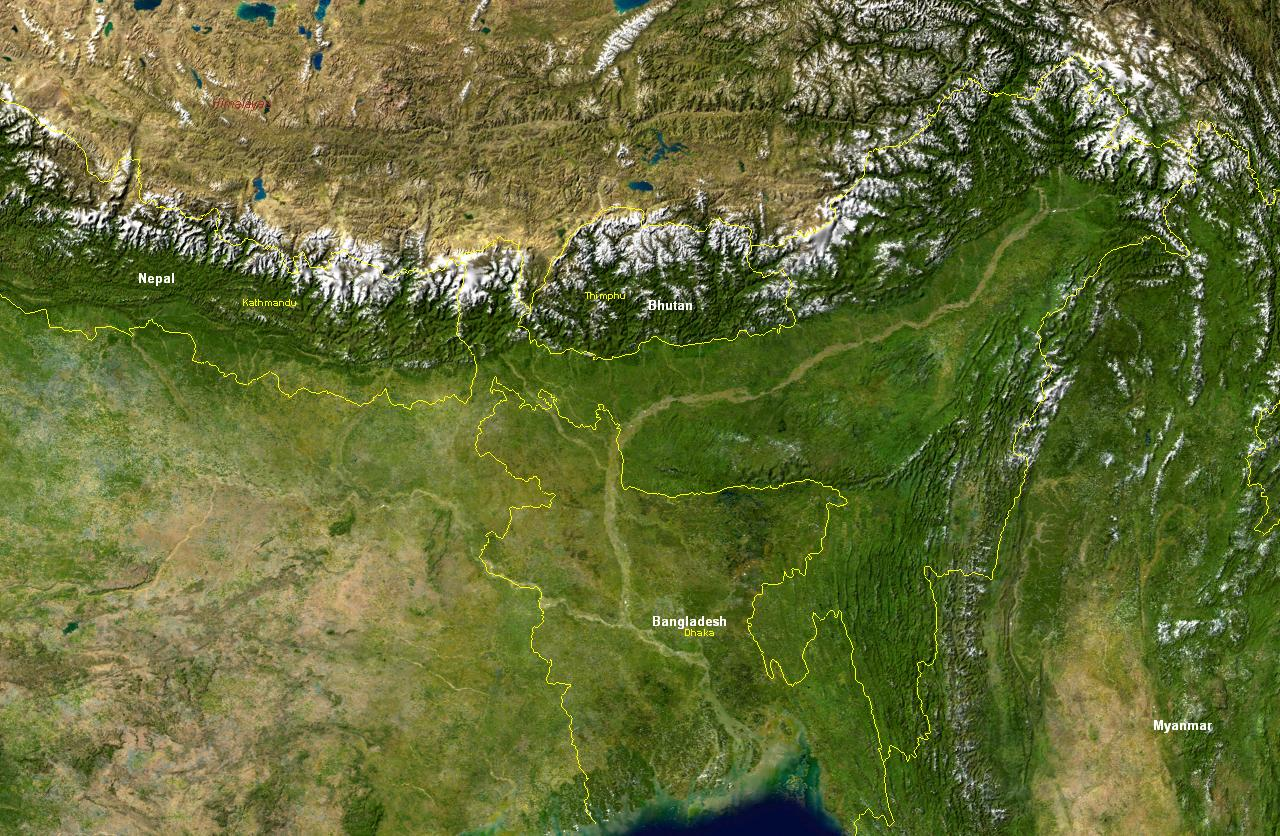
Brahmaputra

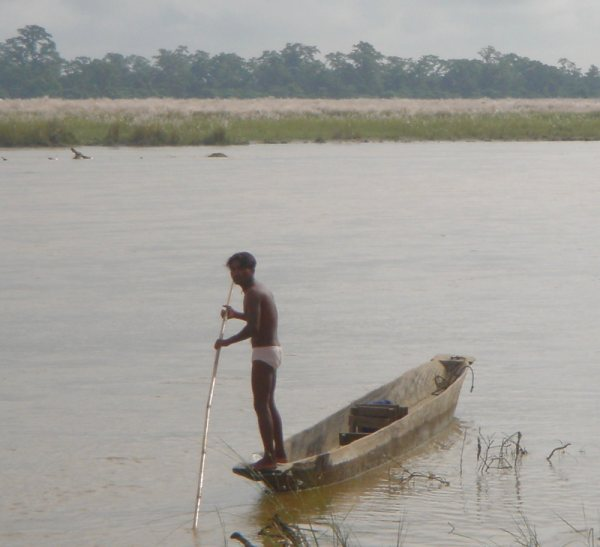
Một ngư dân trên thuyền độc mộc ở Chitwan.

Brahmaputra là một trong những con sông lớn của châu Á chảy qua Tây Tạng, Ấn Độ, Bangladesh và đổ ra vịnh Bengal.
Sông Brahmaputra khởi nguồn nguồn ở Tây Tạng, hòa với sông Yarlung chảy qua phía nam Tây Tạng, nơi nó được gọi là Dihang và xẻ Himalayas ra thành các hẻm núi. Sau đó Brahmaputra chảy theo hướng tây nam qua Thung lũng Assam và theo hướng nam qua Bangladesh với tên gọi Jamuna. Ở đó, nó nhập vào sông Hằng để tạo thành một đồng bằng châu thổ rộng lớn. Sông này dài khoảng 2.900 km, là một nguồn thủy lợi và giao thông quan trọng.
Trong khi phần lớn các sông ở Bangladeshi và Ấn Độ mang tên phụ nữ, sông này là sông hiếm hoi mang tên nam giới, có nghĩa là "con trai của Brahma" trong tiếng Phạn.
Tàu thuyền có thể đi lại trên suốt chiều dài sông Brahmaputra. Đoạn hạ lưu sông là thiêng liêng đối với Hindu giáo. Sông này thường bị lũ lụt hoành hành vào mùa xuân khi tuyết ở dãy Himalaya tan chảy. Đây cũng là một trong số ít các con sông trên thế giới có hiện tượng thủy triều lớn ở cửa sông.

## Dòng chảy

### Tây Tạng
Sông Yarlung Tsangpo bắt nguồn ở các bình nguyên băng Jima Yangzong gần núi Kailash ở phía bắc dãy Himalaya. Dòng sông sau đó chảy về phía đông khoảng 1.700 km, ở độ cao trung bình 4.000 m so với mực nước biển, và do đó, là con sông lớn cao nhất trên thế giới. Ở điểm cực đông, nó chảy vòng quanh núi Namcha Barwa và hình thành nên hẻm núi Yarlung Tsangpo, được coi là hẻm núi sâu nhất thế giới.

### Ấn Độ
Khi dòng sông tiến vào Arunachal Pradesh, nó được gọi là Siang và giảm độ cao nhanh chóng so với khởi nguồn tại Tây Tạng, cuối cùng nó chảy ra đồng bằng, được gọi là Dihang. Dòng sông chảy qua chiều dài 35 km và nhận hai nhánh sông lớn: dòng Dibang và Lohit. Từ điểm nối này, dòng sông mở rộng ra rất nhiều và được gọi là Brahmaputra. Đến Sonitpur, nó lại nhận thêm sông Jia Bhoreli (sông này vốn tên là Kameng, khởi nguồn từ Arunachal Pradesh) và chảy xuyên qua Assam. Tại Assam, có những chỗ sông Brahmaputra rộng đến 10 km. Giữa Dibrugarh và Lakhimpur, dòng sông chia làm hai nhánh, nhánh phía bắc Kherxhutia và nhánh phía nam Brahmaputra. Hai nhánh này lại gặp nhau cách 100 km dưới hạ lưu tạo nên đảo cù lao Majuli. Ở Guwahati gần khu đền thiêng của Hajo, sông Brahmaputra cắt xuyên qua những cao nguyên Shillong và cũng là chỗ dòng sông hẹp nhất, với chiều rộng 1 km từ bờ này sang bờ kia. Đó cũng là nơi diễn tra trận Saraighat. Cây cầu đường sắt đầu tiên bắc qua sông Brahmaputra cũng là ở đoạn này, được khánh thành tháng 4 năm 1962.
Tên cũ theo tiếng Phạn của dòng sông là Lauhitya, còn tiếng Assam gọi nó là Assamese trong khi dân địa phương gọi dòng sông là Bhullam, có nghĩa là 'tạo ra tiếng ùng ục'.
So với các dòng sông lớn khác ở Ấn Độ, Brahmaputra đỡ bị ô nhiễm hơn, nhưng cũng có những vấn đề của riêng nó: các nhà máy lọc dầu là nguyên nhân chủ yếu dẫn tới ô nhiễm ở vùng hạ lưu. Ngoài ra lũ lụt là một vấn đề nữa. Các trận lụt diễn ra ngày một thường xuyên hơn trong những năm gần đây cùng với nạn phá rừng và nhiều hoạt động tàn phá dữ dội của con người.

### Bangladesh

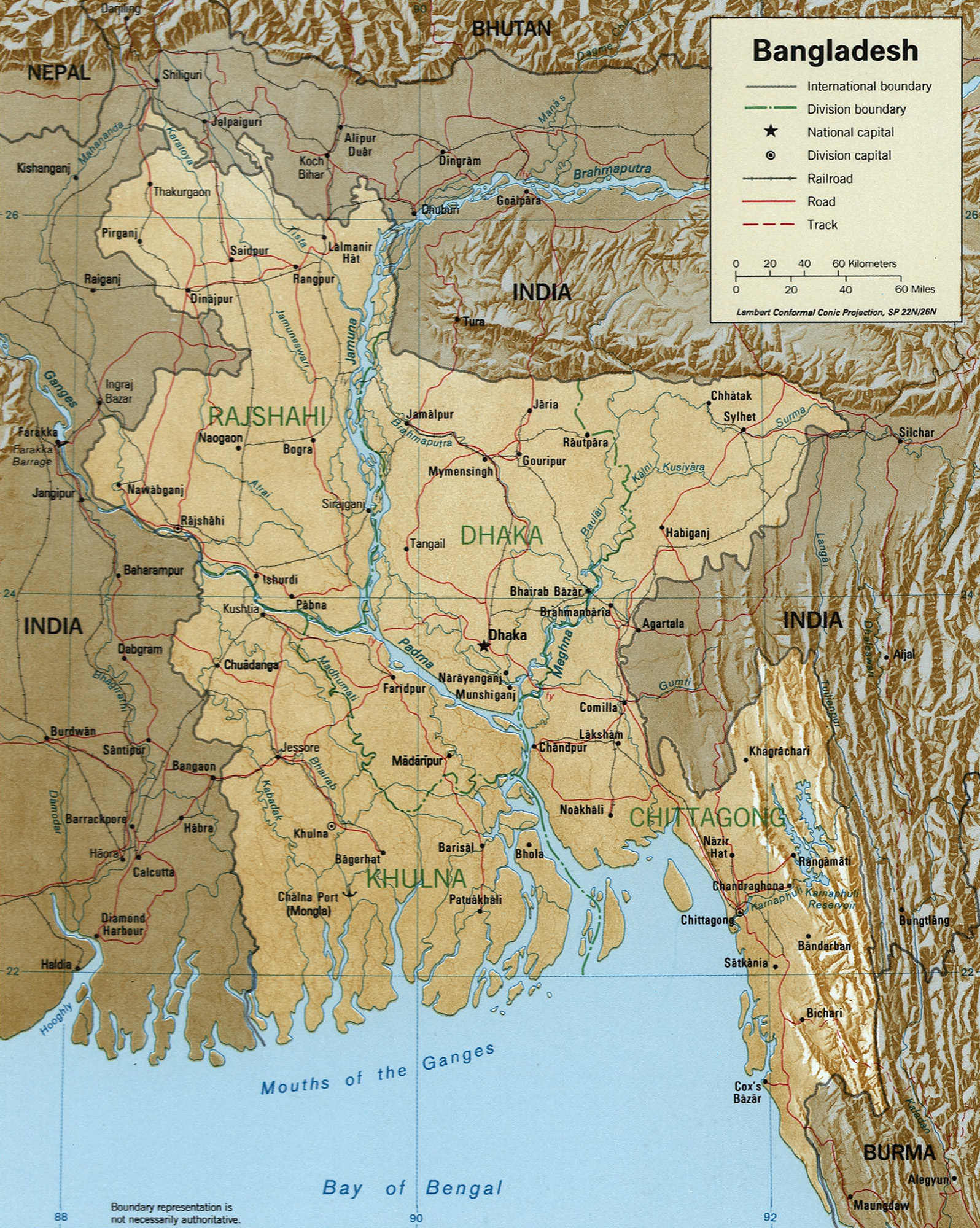
Một bản đồ thể hiện những dòng sông lớn ở Bangladesh, bao gồm cả hai nhánh của Brahmaputra - sông Jamuna và sông Hạ Brahmaputra.

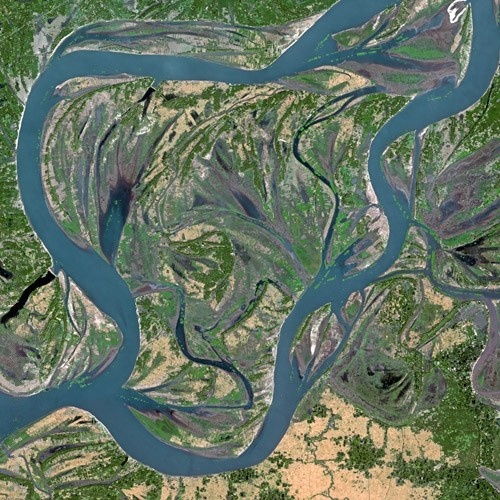
Sông Brahmaputra nhìn từ vệ tinh.

Ở Bangladesh, sông Brahmaputra chia làm hai nhánh: nhánh lớn tiếp tục chảy về phía nam tạo thành sông Jumana và nhập vào sông Hằng, được dân địa phương gọi là sông Padma; nhánh còn lại chảy vòng qua hướng đông nam thành dòng hạ Brahmaputra rồi chảy nhập vào sông Meghna. Hai nhánh lại hội tụ với nhau gần Chandpur ở Bangladesh và đổ ra vịnh Bengal. Được tiếp thêm nguồn nước từ sông Hằng, cả hệ thống sông này tạo nên đồng bằng sông Hằng, đằng bằng lớn nhất trên thế giới.

## Lũ lụt
Trong giai đoạn gió mùa (tháng 6 đến tháng 10 hàng năm), lũ lụt thường xảy ra trên sông Brahmaputra. Việc chặt phá rừng ở thượng nguồn sông đã làm gia tăng mức lũ cũng như lượng đất bị xói mòn ở những khu vực tại vùng hạ lưu, như Công viên quốc gia Kaziranga ở trung tâm Assam. Nhận trận lũ lớn thường xuyên gây ra thiệt hại nghiêm trọng cho mùa màng, của cải và cả mạng sống cư dân trong vùng. Tuy nhiên, những trận lụt theo định kỳ là một hiện tượng tự nhiên có vai trò sinh thái quan trọng vì nó giúp duy trì sự màu mỡ của đất đai ở các thung lũng dọc sông cũng như đảm bảo cho các sinh vật hoang dã sinh sôi.

## Giao thông
Cho tới khi Ấn Độ giành được độc lập năm 1947, Brahmaputra đã là một tuyến giao thông đường thủy quan trọng. Trong những năm 1990, tuyến đường thủy nối Sadiya với Dhubri ở Ấn Độ là tuyến đường thủy quốc gia số 2, rất quan trọng với việc vận chuyển hàng hóa. Những năm gần đây các hoạt động vận chuyển hành khách mới bắt đầu phát triển.